# Vorë
Vorë è un comune albanese situato nella prefettura di Tirana.
In seguito alla riforma amministrativa del 2015, sono stati accorpati a Vorë i comuni di Bërxullë e Prezë, portando la popolazione complessiva a 25 511 abitanti (dati censimento 2011).